# Asociación de Ulemas Musulmanes Argelinos

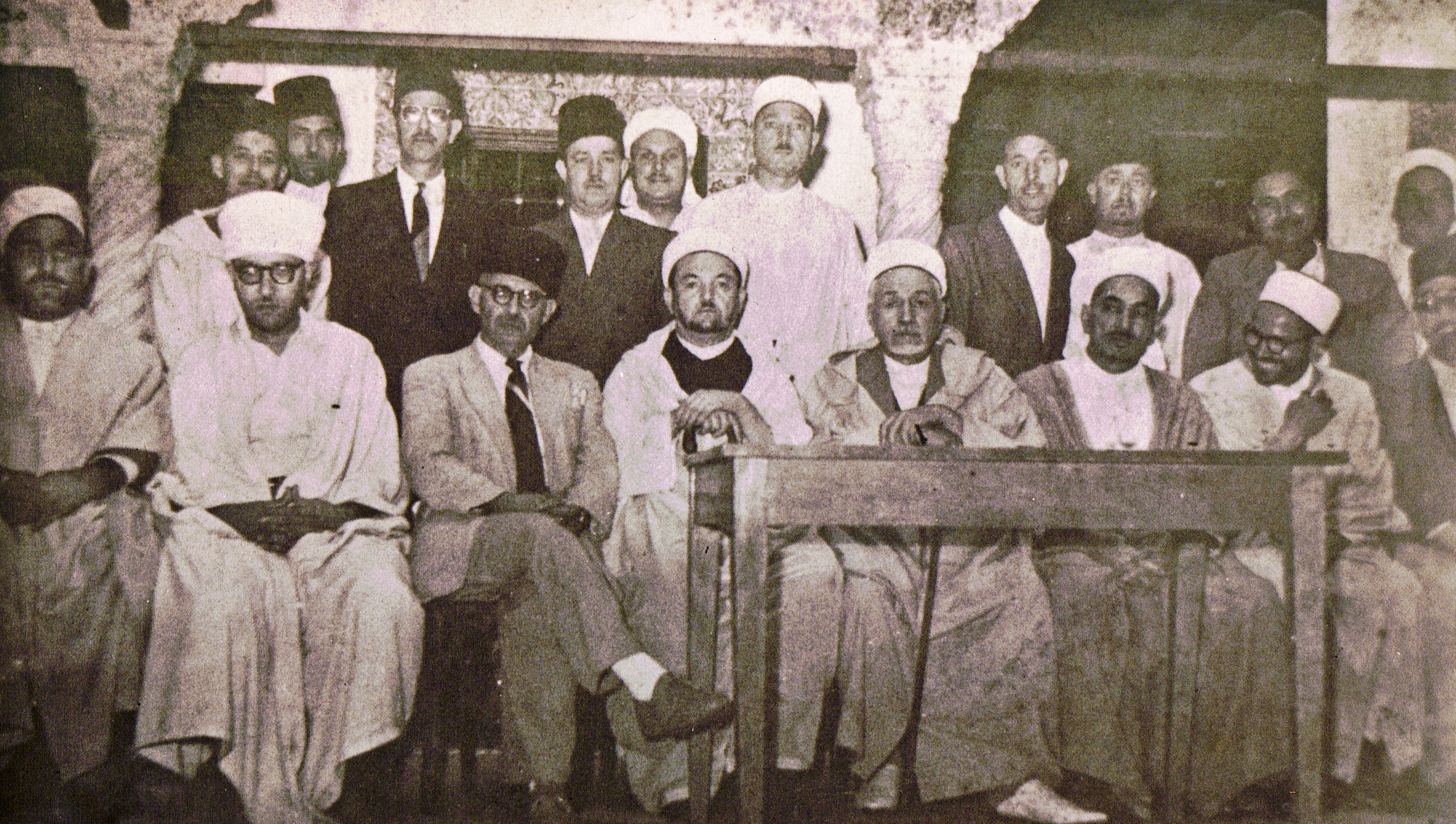
Consejo de administración de la Asociación de Ulemas en Argelia, finales de los años 1950.

La Asociación de Ulamas Musulmanes Argelinos (en árabe: جمعيّة العلماء المسلمين الجزائريّين‎, en francés: Association des oulémas musulmans algériens, AOMA), comúnmente conocida como Jam'iyat al-'Ulama (en árabe: جمعيّة العلماء‎), fue un movimiento cultural y religioso islamista y nacionalista árabe en Argelia francesa liderado por Abdelhamid Ben Badis. Su lema era «El Islam es nuestra religión, Argelia es nuestra patria, el árabe es nuestra lengua».
La asociación hacía hincapié en la identidad nacional [pueblos árabes|arabo]]-islámica de Argelia fomentando la educación y el uso del idioma árabe en lugar del francés. Se convirtieron en los más firmes defensores de la cultura árabe y musulmana y en uno de los principales impartidores de enseñanza en árabe.

## Historia

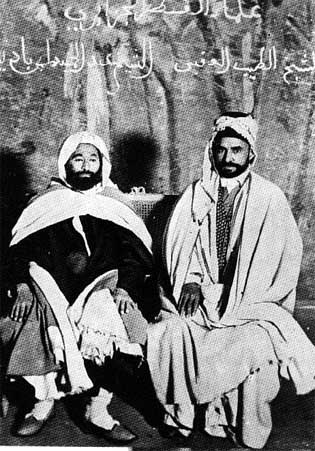
De izquierda a derecha, Abdelhamid Ben Badis y Al-Tayyib al-'Aqbi

La organización fue fundada el 5 de mayo de 1931 en Constantina por Abdelhamid Ben Badis, con una dirección formada en gran parte por hombres de clase media, la mayoría de los cuales eran maestros de escuela de habla árabe. Apoyaba el reformismo islámico y se oponía firmemente a los morabitos. Se oponía a la asimilación con los franceses, pero no apoyó la independencia, sino que apoyó el nacionalismo árabe hasta 1955, cuando respaldó la incipiente insurgencia del Frente de Liberación Nacional y desempeñó un papel importante; muchos de los militantes argelinos en la guerra contra Francia, como Brahim Mezhoudi y Nacer Mohammedi, simpatizaban con la Asociación o estaban vinculados a ella. A pesar de ello, las autoridades francesas trataron de controlar estrechamente a la organización, lo que le llevó finalmente a formar alianzas con partidos nacionalistas.En 1936 formó el Congreso Musulmán Argelino (CMA) junto al Partido del Pueblo Argelino y la Federación de Electos Nativos. En 1938, la asociación emitió una fetua declarando no musulmanes a los argelinos naturalizados. Ben Badis identificó el Islam, el arabismo y el nacionalismo como los tres componentes principales del carácter nacional argelino. Ahmad Tawfiq al-Madani (1889-1983), compañero de Ben Badis, escribió extensos escritos históricos en árabe celebrando a los antepasados musulmanes y árabes de Argelia.
La asociación fue crucial para llamar la atención sobre lo que ocurría en el Mandato británico de Palestina. Desempeñaron un papel destacado a la hora de influir en la opinión pública argelina a través de artículos y declaraciones publicados en sus semanarios, Al-Basa'ir y Al-Shihab. Abdelhamid Ben Badis describió lo que estaba ocurriendo en Palestina en 1936 como un «insulto a todos los países musulmanes y una degradacón del arabismo». Al-Tayyib al-'Aqbi (1889-1965) describió las penurias de Palestina en 1947 como una «prueba puesta por Alá para examinar a los musulmanes y la fe de los árabes» y subrayó la opinión de que Palestina pertenece a todos los árabes y no solo a los palestinos.
Cuando Ben Badis murió en 1940, Bachir Ibrahimi se convirtió en presidente de la AOMA. Apoyó a los Amigos del Manifiesto y la Libertad tras su formación en 1944. En 1956 la AOMA fue disuelta por las autoridades francesas.
A pesar de su disolución en 1956, la contribución ideológica de la AOMA a la escena política argelina fue significativa. Tras la independencia, tanto Ahmed Ben Bella como Houari Boumédiène utilizaron el Islam reformista como herramienta de legitimación política; sin embargo, el islamismo desafiaría a ambos regímenes. El impacto de la Asociación en la escena política también contribuyó a la aparición de Al Qiyam a mediados de la década de 1960 (muchos de sus miembros procedían de la asociación), que «se presentaba como el heredero de Ben Badis y su movimiento». Este movimiento fue el precursor del Frente Islámico de Salvación.